# Björkö (Bastö, Finström, Åland)
Björkö är en halvö i Finströms kommun på  Åland (Finland). Den ligger i den norra delen av kommunen, nära gränsen till Geta.
Björkö sitter ihop med Bastö i norr och Vandö i söder. I öster ligger Grundfjärden och i väster ligger Värskär och Värskärsfjärden.
Terrängen på Björkö är varierad. Högsta punkten är 32 meter över havet. De centrala delarna är bergiga och vegetationen där är i huvudsak hällmarkskog som bitvis kan bli ganska tät. I norr och väster finns plan och öppen mark som är uppgrundad havsbotten. Vägen till Bastö utgör en naturlig gräns mellan skogen i öster och den öppna marken i väster.
På Björkö finns ett fritidshus vid den norra stranden.